# Volga River
Der Volga River ist ein 129 km langer rechter Nebenfluss des Turkey River im Nordosten Iowas.